# حديقة صخرية

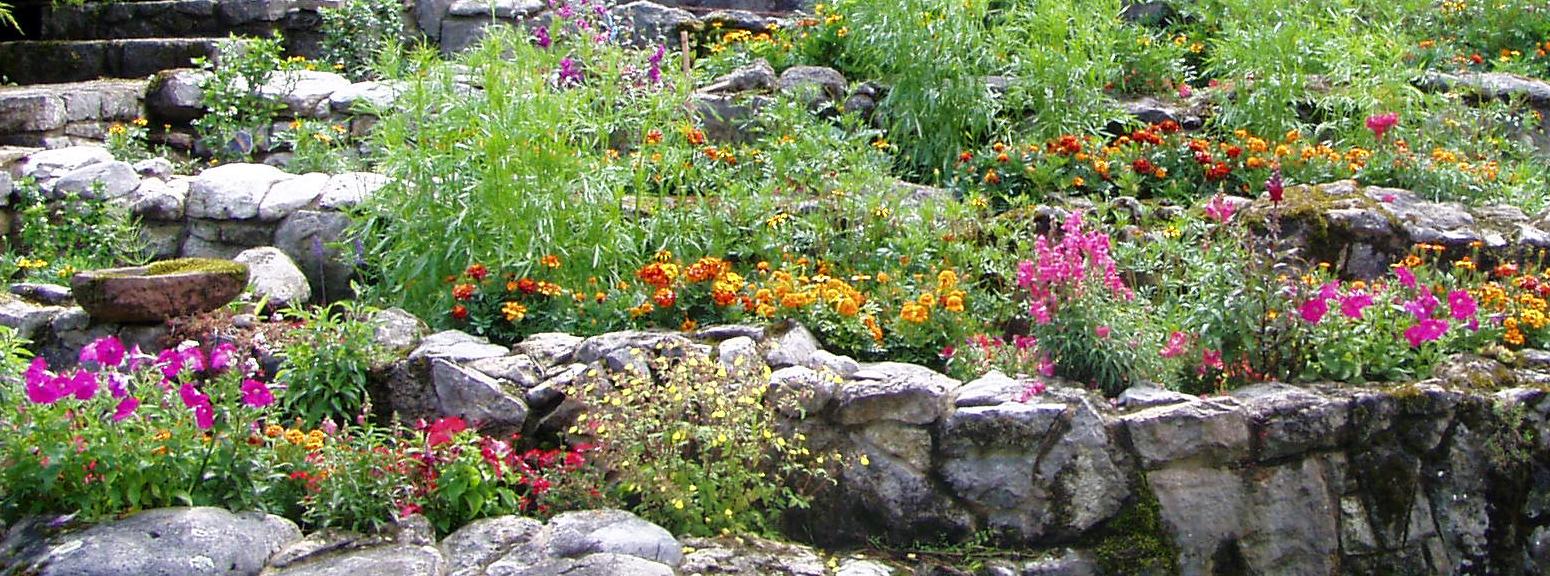

الحديقة الصخرية ، والمعروفة أيضًا باسم الجنينة أو حديقة جبال الألب، هي حقل صغير أو قطعة أرض مصممة لتمييز مجموعة متنوعة من الصخور والأحجار والصخور والتأكيد عليها.
يتكون التصميم القياسي للحديقة الصخرية من كومة من الصخور المرتبة بشكل جمالي بأحجام مختلفة، مع وجود فجوات صغيرة بينها تتأصل فيها النباتات. عادةً ما تكون النباتات الموجودة في الحدائق الصخرية صغيرة ولا يزيد ارتفاعها عن متر واحد، على الرغم من أنه يمكن استخدام الأشجار الصغيرة والشجيرات التي يصل ارتفاعها إلى 6 أمتار لإنشاء منطقة مظللة لحديقة غابات صخرية. إذا تم استخدامها، فإنها غالبًا ما تزرع في أحواض أو منخفضة على الأرض لتجنب حجب الصخور التي تحمل اسمًا. عادة ما تكون النباتات الموجودة في الحدائق الصخرية من الأنواع التي تزدهر في تربة جيدة التصريف وسيئة الري.
تم تصميم وبناء بعض الحدائق الصخرية لتبدو وكأنها نتوءات طبيعية من الصخور. يتم محاذاة الأحجار للإشارة إلى مستوى فراش، وغالبًا ما تستخدم النباتات لإخفاء المفاصل بين الأحجار المذكورة. كان هذا النوع من الصخور شائعًا في العصر الفيكتوري وعادة ما تم إنشاؤه بواسطة مهندسي المناظر الطبيعية المحترفين. يستخدم نفس النهج أحيانًا في تنسيق الحدائق التجارية أو الحديثة في الحرم الجامعي ولكن يمكن أيضًا تطبيقه في الحدائق الخاصة الأصغر.
تعد حديقة الصخور اليابانية، التي يشار إليها غالبًا باسم «حديقة الزن»، نوعًا خاصًا من الحدائق الصخرية ذات الخصائص المائية والطحالب والأشجار والشجيرات المقطوعة وعدد قليل جدًا من النباتات.
أصبحت الحدائق الصخرية ذات شعبية متزايدة مثل معالم المناظر الطبيعية في البلدان الاستوائية مثل تايلاند. الجمع بين الطقس الرطب وأشجار الظل الثقيلة، جنبًا إلى جنب مع استخدام البطانات البلاستيكية الثقيلة لوقف نمو النباتات غير المرغوب فيه، جعل هذا النوع من الترتيب مثاليًا للحدائق السكنية والتجارية على حد سواء نظرًا لسهولة صيانته وتصريفه.

## تاريخيا

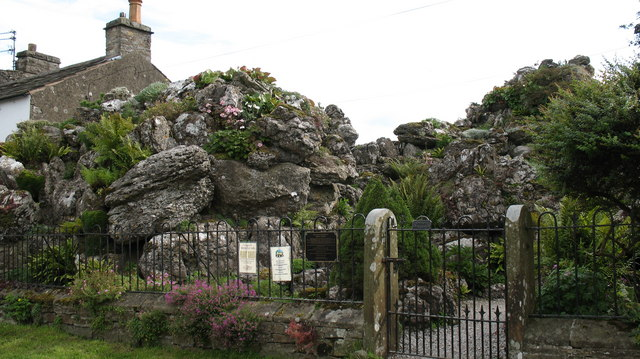
حديقة الصخور الرائعة في آيسغارث: حديقة صخرية فريدة أنشأها أحد السكان المحليين حوالي عام 1906، تم ترميمها مؤخرًا بعد فترة من الإهمال

على الرغم من أن استخدام الصخور كعناصر زخرفية ورمزية في الحدائق يمكن إرجاعه إلى الحدائق الصينية واليابانية القديمة، فإن الحدائق الصخرية المخصصة لزراعة نباتات جبال الألب لها تاريخ أقصر.
خلال العصر الذهبي لعلم النبات (أوائل القرن الثامن عشر - منتصف القرن التاسع عشر)، كان هناك اهتمام واسع النطاق بالمواد الغريبة المستوردة إلى إنجلترا. على الرغم من أن آخرين كتبوا سابقًا عن زراعة نباتات جبال الألب، إلا أن ريجينالد فرير هو الذي بدأ هذا التقليد بنشره عام 1919 لكتابه المكون من مجلدين، The English Rock Garden.